# Hengeres szalmacincér
A hengeres szalmacincér (Theophilea subcylindricollis) a rovarok (Insecta) osztályának bogarak (Coleoptera) rendjébe, ezen belül a mindenevő bogarak (Polyphaga) alrendjébe és a cincérfélék (Cerambycidae) családjába tartozó faj.

## Előfordulása
Európa egyik cincérféléje. Magyarországon is megtalálható.

## Megjelenése
A hengeres szalmacincér körülbelül 7 milliméter hosszú. A csápjai körülbelül még egyszer ilyen hosszúak. A fémesen fekete kitinpáncélját és szárnyfedőit számos apró, fehér pontok borítják.

## Életmódja
A homoki gyepeken és a felhagyott szántóföldeken él. A melegebb éghajlatot kedveli.

## Képek

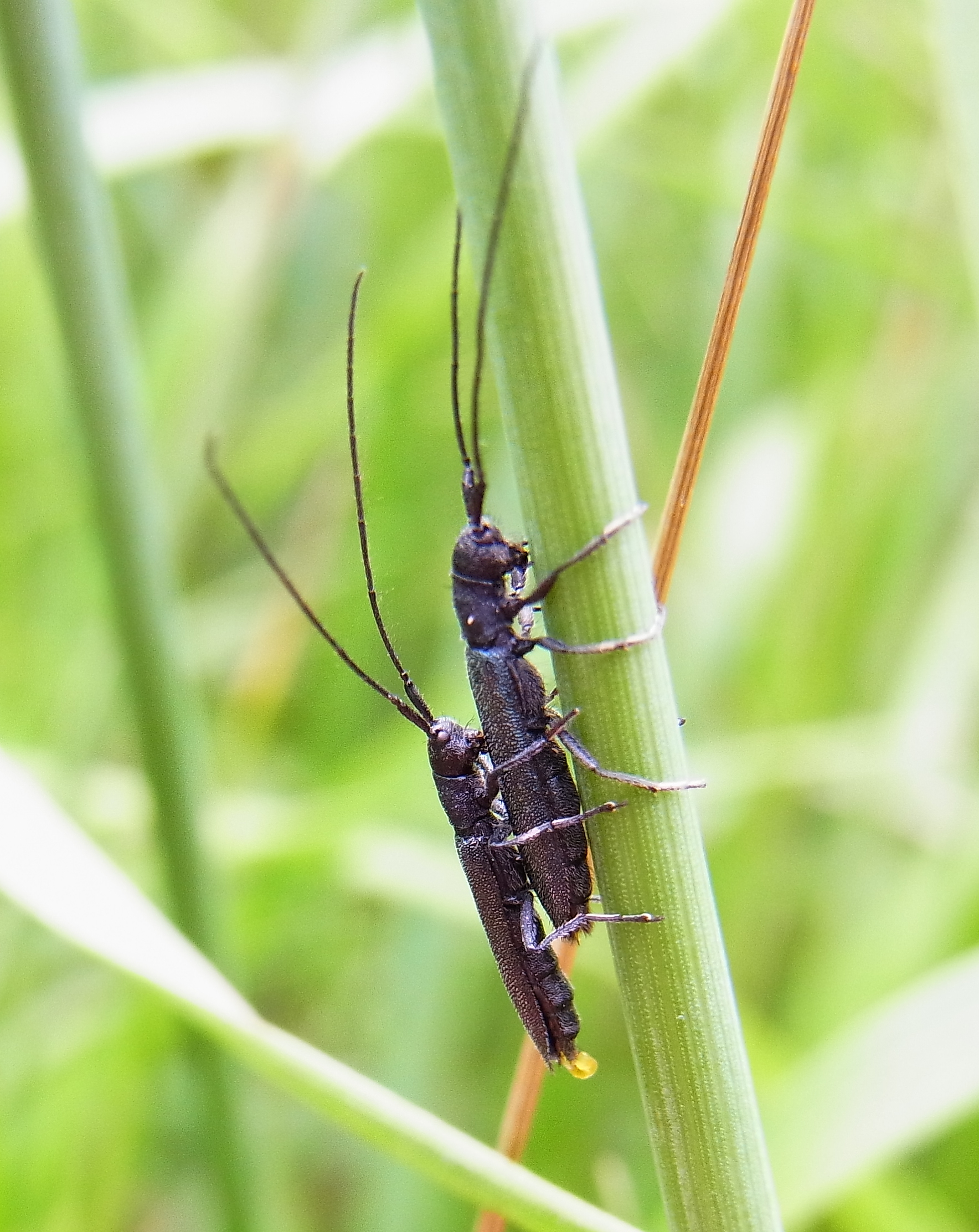
Párzó példányok
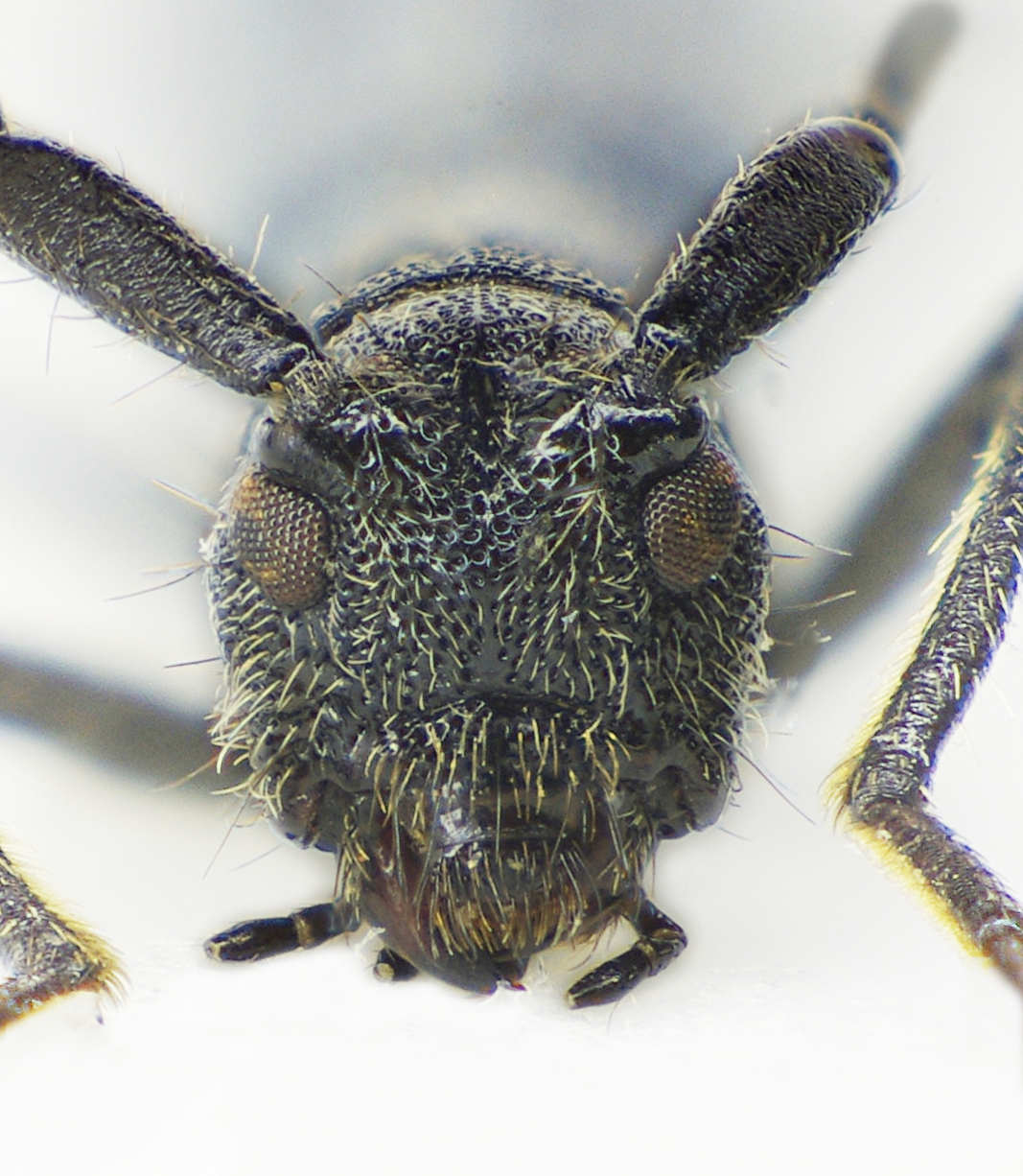
Szemből és közelről
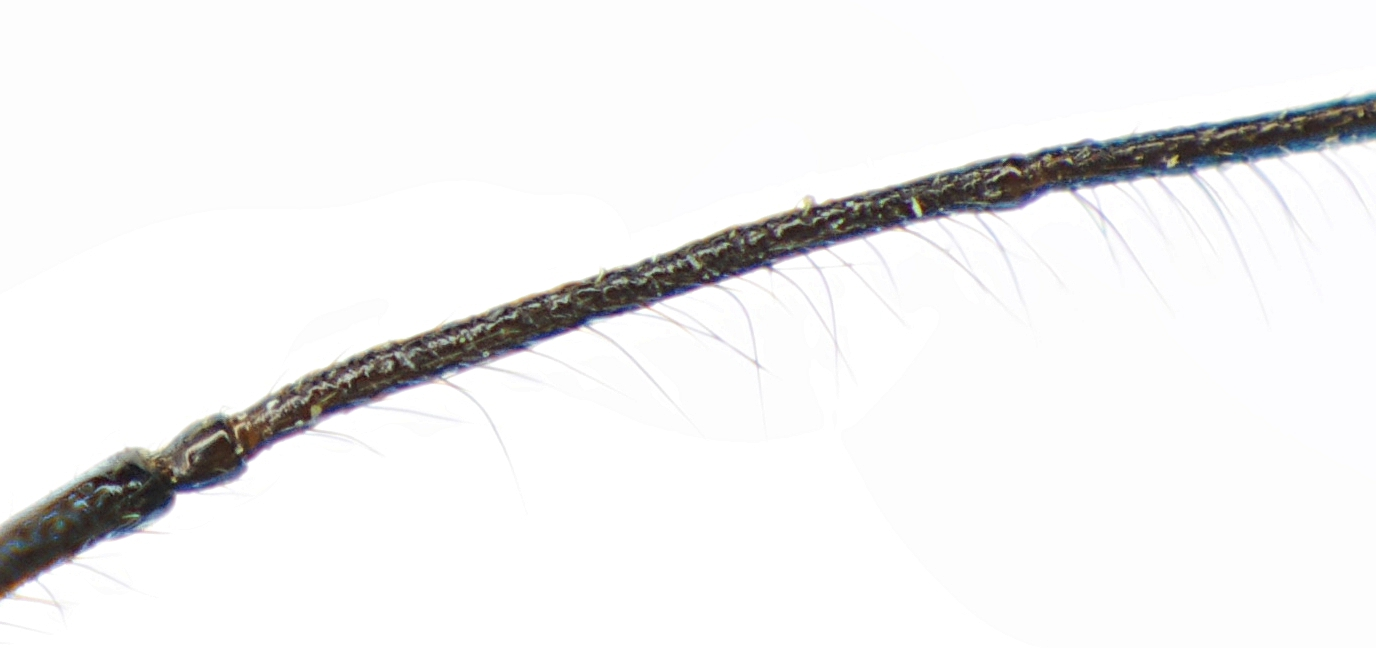
A csápja
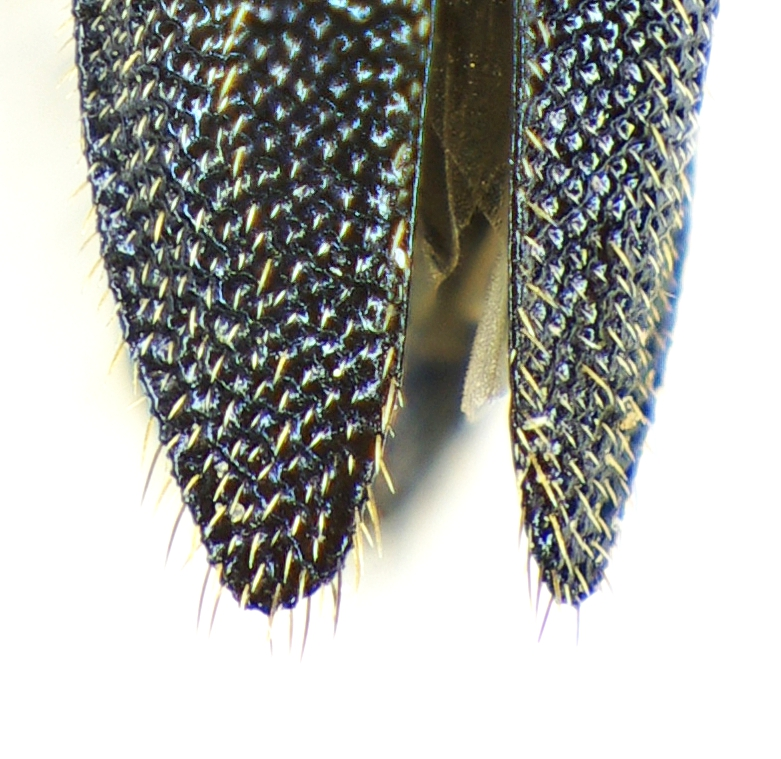
A pontozott szárnyfedői
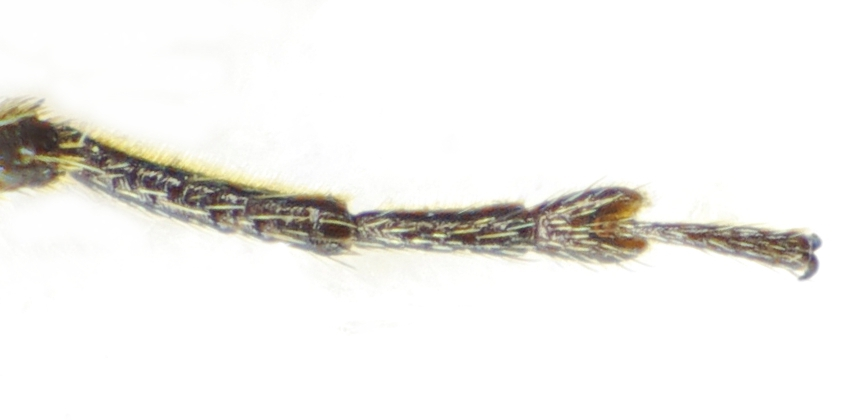
A lába